# Gerard van Toul

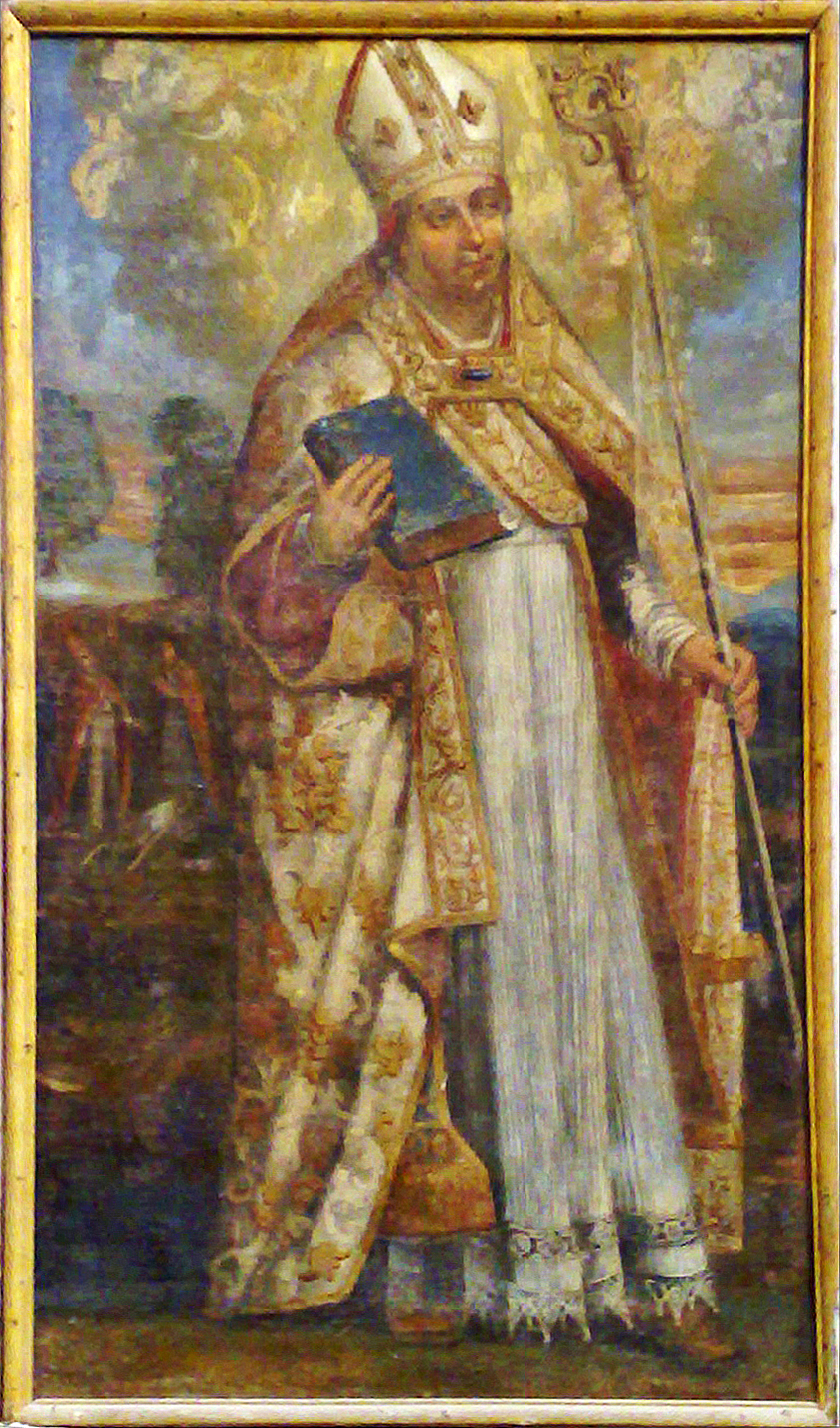
Portret van Gerard van Toul in de Kathedraal van Toul.

Gerard van Toul (Keulen, 935 - Toul, 23 april 994) was van 963 tot aan zijn dood bisschop van Toul. Hij wordt vereerd als heilige.

## Levensloop
Gerard stamde vermoedelijk uit een adellijke familie. In de tijd dat Bruno de Grote aartsbisschop van Keulen was, werd hij opgeleid in de Domschool van Keulen. Volgens de legende kwam zijn moeder om het leven nadat ze door de bliksem was getroffen en trad hij daarna in de geestelijke stand, waar hij opviel door zijn strenge ascetische levensstijl. In 963 werd hij door keizer Otto I de Grote benoemd tot bisschop van Toul.
Hij had een hechte relatie met de Ottonen. Toen Gerard in 965 in Keulen keizer Otto I ontmoette, bevestigde die het bezit van het bisdom Toul over verschillende abdijen. In het jaar 972 nam hij deel aan een synode in Ingelheim en in 973 ontmoette hij in Bonn keizer Otto II. Met andere belangrijke clerici als abt Majolus van Cluny, met wie Gerard bevriend was, en aartsbisschop Adalbert van Praag trof hij in 983 in Pavia op weg naar de Rijksdag in Verona Otto II en diens echtgenote Theophanu. Na de dood van de keizer steunde hij diens nog minderjarige zoon Otto III in de troonstrijd met hertog Hendrik II van Beieren. In 984 nam Gerard deel aan de hofdag van regentessen Theophanu en Adelheid in Speyer. Daar werden in naam van koning Otto III door de koninklijke kanselarij oorkonden uitgevaardigd, die het bezit van het bisdom Toul over de kloosters van Moyenmoutier en Saint-Dié bevestigden.
Wegens zijn gevorderde leeftijd speelde hij geen politieke rol van betekenis. Wel promootte hij de zorg voor armen en zieken. Zijn optreden tijdens een epidemie in 981 kon op veel lof rekenen. Ook reisde hij door zijn bisdom en bekommerde hij zich om de opleiding van de clerus. Daarnaast trad hij naar voren als prediker en was hij betrokken bij de stichting van het Saint-Gengoultklooster van Toul en de constructie van de Kathedraal van Toul. Niettemin werd zijn invloed in de regio ingeperkt door aanvallen van de Franse koning. Bovendien moest hij het geweld van de lokale adelen trotseren en kon hij niet verhinderen dat hertog Frederik I van Lotharingen zich in de burcht van Bar vestigde. In 994 overleed Gerard van Toul.
Widrich van Toul schreef een biografie over de levensloop van de bisschop. In 1050 werd hij door paus Leo IX, tegelijkertijd bisschop van Toul, heilig verklaard.
- Gemeinsame Normdatei: 136648428
- International Standard Name Identifier: 0000 0000 5832 9379
- Library of Congress Control Number: no2016001375
- Virtual International Authority File: 80957338
- WorldCat: E39PBJrmckrWh7DttTC3BcCmh3